# Riva San Vitale
Riva San Vitale es una comuna suiza del cantón del Tesino, situada en el distrito de Mendrisio, círculo de Riva San Vitale. Limita al norte con las comunas de Bissone y Maroggia, al noreste con Melano, al sureste y sur con Mendrisio, al suroeste con Meride, y al noroeste con Brusino Arsizio.